# Sigedang
Sigedang is een bestuurslaag in het regentschap Wonosobo van de provincie Midden-Java, Indonesië. Sigedang telt 2916 inwoners (volkstelling 2010).